# 新疆蒙古族文化促进会
新疆蒙古族文化促进会（蒙文会）是二十世纪三十年代至四十年代新疆卫拉特蒙古各盟旗中唯一的群众性文化团体。

## 历史
1934年新疆民众反帝联合会（简称反帝会）成立后，领导新疆各民族成立文化促进会。1935年1月5日，由蒙古族、锡伯族、索伦族的进步人士发起成立了新疆蒙古勒文化促进会。1938年，新疆蒙古勒文化促进会分成新疆蒙古族文化促进总会和新疆锡索满文化促进会，并改由教育厅领导。1939年至1941年，蒙文会由文化协会领导，1941年文化协会撤销后，蒙文会改回为反帝会领导，而所立学校则为教育厅领导。1942年，蒙文会由国民党党部社会科和教育厅派员指导。1949年后，与其他文化促进会组成新疆保卫和平民主同盟。

## 组织结构
蒙文会共有1处总会、4处区会、12处分会。其中总会设在迪化（今乌鲁木齐），区会设在焉耆、伊犁、塔城和阿勒泰，分会分别设在和靖县、和硕、尼勒克、特克斯、昭苏、博乐、温泉县、精河、乌苏、额敏、和布克赛尔、吉木萨尔。

### 历任委员长
蒙文会最高领导人为委员长，后被称为理事长或主任委员。其中：
第一任：西里克，土尔扈特南部落汗王协理, 代盟长。
第二任：夏律瓦，土尔扈特北部落的进步活佛。
第三任：吕乐甫，伊犁专区所属蒙古部落大喇嘛。
第四任：尔德尼， 系土尔扈特南部落代盟长。

## 主要工作

### 建立学校
1937年，蒙文会共设立12所小学，在校学生共1229人。1938年，蒙文会建立24所学校，学生917人。1939年，蒙文会在新疆共建立40个班，共1199名学生。1940年，在迪化、和硕建立蒙古小学。1942年，建立7所牧民业余学校，共247名学生。1946年，在焉耆建立师范学校，由蒙文会干事任教。

### 抗日宣传
抗日战争爆发后，蒙文会多次组织抗日宣传活动，如转发蒙文宣传材料及书刊、出墙报、张贴标语、排演话剧、舞蹈等方式。